# Житкавичи
Житкавичи (блр. Жыткавічы; рус. Жи́тковичи) је град на крајњем западу Гомељске области Белорусије, и административни је центар Житкавичког рејона. Град лежи око 15 км северније од реке Припјат у самом центру белоруског Полесја. Административни центар области град Гомељ налази се 224 км источније.

## Историја
Тачно време настанка насеља није познато, а први писани помен града потиче из 1500. године, из доба Великог Литванског кнежевства. Године 1939. Житкавичи су административно уређени као насеље градског типа, а службени статус града имају од 1971. године.

## Становништво
Према процени, у граду је 2012. живело 15.800 становника.
| 1979.  | 1989.  | 1999.  | 2009.  | 2012.  |
| ------ | ------ | ------ | ------ | ------ |
| 11.175 | 15.518 | 15.518 | 15.893 | 15.800 |